# Селим III
Селим III (на османски турски: سليم ثالث) е 28-ият султан на Османската империя от 7 април 1789 до 29 май 1807 година. Детрониран и удушен по заповед на братовчед си Мустафа IV.

## Произход и управление
Син е на Мустафа III и Михришах валиде султан.
Селим III предприема военни и административни реформи за възстановяване на боеспособността на спахийската войска и създаване на нов ред (Низам-и Джедид) – за спасяване на Османската империя от вътрешната и външнополитическата криза. Против реформите се обявяват част от аяните, чифликчиите и еничарите. В империята избухват бунтове на еничарите. Българските земи са подложени на разорение от кърджалийски набези. Размириците подкопават още повече устоите на империята във военен и икономически план, и Селим III е принуден да отстъпи от провежданите османски военни реформи. Свален от престола в резултат на еничарски заговор през 1807 г. и убит по заповед на братовчед си Мустафа IV. Погребан в джамията – Лялели, Истанбул.
Селим III не оставя наследници.

## В литературата
Интересно изграден литературен образ на султан Селим III (а и на Осман Пазвантоглу, Софроний Врачански и други известни по това време личности) е пресъздаден в романа на писателката Вера Мутафчиева „Летопис на смутното време“.